# WatchOS 10
watchOS 10 est le 10e système d'exploitation de l'Apple Watch. Il est développé par Apple Inc.. Comme toutes les autres versions de watchOS, ce système d’exploitation est basé sur iOS, ici iOS 17. watchOS 10 a été présenté par Kevin Lynch lors de la WWDC 23, le 5 juin 2023 à l'Apple Park, en Californie. Le système d'exploitation devient disponible pour le grand public le 18 septembre 2023.

## Interface
Pour la dixième version de son système sur Apple Watch, Apple a revu l’aspect et l’ergonomie de l'ensemble des applications présentes sur la montre. L'interface de chaque app occupe désormais pleinement l’écran, avec un meilleur affichage des informations clés.

## Boutons physiques
Apple a modifié le fonctionnement des 2 boutons présents sur l’Apple Watch :
Digital Crown : La molette permet à présent l'accès au centre d’applications en appuyant dessus. Une double pression sur la molette permet d'afficher les applications utilisées récemment.
Bouton latéral : Ce bouton permet maintenant de faire apparaître le centre de contrôle (Wi-Fi, lampe torche, mode ne pas déranger, mode avion...) en appuyant dessus. Une double pression sur le bouton permet d'activer Apple Pay.

## Fonctionnalités

### Widgets
L'une des grandes nouveautés de watchOS 10 est l'ajout des widgets. Ceux-ci permettent d'afficher des informations spécifiques à une application de la même manière que sur iOS. Il suffit d'utiliser la molette (Digital Crown) vers le haut ou bien de glissez vers le haut depuis l'écran tactile de la montre pour afficher les widgets.

### Nouveaux cadrans
4 nouveaux cadrans sont disponibles avec watchOS 10 : Analogique solaire, Palette (qui offre une palette de couleurs variées), Snoopy et Nike Globe (un cadran qui affiche l’heure de façon numérique, avec un globe terrestre en arrière-plan).

### Application Exercice
Des nouvelles options sont ajoutées pour les activités sportives Vélo et Randonnée dans l'application Exercice de watchOS 10 :
Vélo : Il est possible de connecter l'Apple Watch à des accessoires Bluetooth du vélo pour avoir l’intensité, la vitesse et la cadence du vélo comme information.
Randonnée : Des alertes sont envoyées par la montre lorsque l'utilisateur franchit un certain palier d’altitude.

### Pleine conscience
L'application Pleine conscience permet maintenant d'enregistrer son état mental au quotidien afin de détecter un potentiel risque de dépression. 

## Compatibilité
watchOS 10 est compatible avec les appareils suivants :
- Apple Watch Series 4
- Apple Watch Series 5
- Apple Watch SE
- Apple Watch Series 6
- Apple Watch Series 7
- Apple Watch Series 8
- Apple Watch Series 9
- Apple Watch Ultra
- Apple Watch Ultra 2
- Apple Watch SE (2e génération)